# Боженов, Сергей Андреевич
Сергей Андреевич Боже́нов (род. 15 сентября 1957, Беленихино, Белгородская область) — российский государственный и политический деятель, депутат Государственной Думы VII созыва, член фракции «Единая Россия», член комитета Госдумы по образованию и науке. Кандидат социологических наук.

## Биография
В 1976 году получил специальность в Белгородском индустриальном техникуме, в 1988 году, после прохождения срочной службы получил высшее образование по специальности «электрические машины», окончив Всесоюзный ордена Трудового Красного Знамени заочный политехнический институт (квалификация — «инженер-электромеханик»). В 2002 году получил второе высшее образование на факультете «государственного и муниципального управления» в Белгородском филиале Орловской региональной академии госслужбы. Там же в 2009 г. успешно прошла защита кандидатской диссертации «Развитие стратегического управления городом: социально-технологический аспект». Кандидат социологических наук.
С 1976 по 1978 год проходил срочную службу в РВСН. После армии пошёл работать электромонтером на белгородский завод по переработке пластмасс. Во время работы на заводе избран секретарем комитета комсомола. В 1983 году работал в городском комитете (горкоме) комсомола, спустя год руководил отделом по работе с комсомольскими организациями в областном комитете ВЛКСМ. С 1987 по 1989 год был переведён в Белгородский городской комитет КПСС, работал в отделе кадровой, организационной и партийной работы.
В 1989 году вернулся на завод АООТ «Белпласт» заместителем директора. В 1993—1998 годах занимал различные руководящие должности на предприятиях Белгорода. С 1998 года начал работать в областной администрации. Десять лет, с 2000 по 2010 год, Сергей Андреевич был заместителем градоначальника. В 2010-м году стал заместителем губернатора и возглавил департамент кадровой политики.
Белгородский городской совет депутатов дважды (8 февраля 2011 года и 20 сентября 2013 года) избирал его на должность главы администрации г. Белгорода, с 2011 по 2015 год — работал главой администрации города Белгорода. В 2015 году досрочно сложил полномочия и был назначен заместителем губернатора Белгородской области.
18 сентября 2016 года избрался в депутаты Государственной Думы ФС РФ VII созыва (Белгородский одномандатный избирательный округ № 75).

## Законотворческая деятельность
С 2016 по 2019 год, в течение исполнения полномочий депутата Государственной Думы VII созыва, выступил соавтором 19 законодательных инициатив и поправок к проектам федеральных законов.

## Награды
- Медали «За заслуги перед Землёй Белгородской» I и II степени (2015, 2007)[7]
- Благодарность администрации города Белгорода (2003)[7]
- Почётная грамота администрации города Белгорода (2007)[7]
- Почётная грамота Губернатора Белгородской области (2012)[7]
- Почётная грамота города Белгорода (2015)[7]